# Samantha Mills
Samantha Mills (Port Noarlunga, 23 febbraio 1992) è una tuffatrice australiana. Ha vinto la medaglia di bronzo ai campionati mondiali di nuoto di Kazan' 2015 nel concorso del trampolino 3 metri sincro in coppia con la connazionale Esther Qin.

## Palmarès
- Campionati mondiali di nuoto

Kazan' 2015: bronzo nel trampolino 3 m sincro
- Universiadi

Kazan' 2013: oro nel trampolino 1 m, argento nel trampolino 3 m sincro